# Revolució belga
La Revolució belga contra el rei Guillem I dels Països Baixos va començar el 25 d'agost de 1830 després d'una òpera de Daniel-François Esprit Auber, La Muette de Portici, al teatre de La Monnaie de Brussel·les.

## Antecedents

Les Províncies Unides i els Països Baixos del Sud es van fusionar el 1815 per formar el Regne Unit dels Països Baixos sota el rei Guillem I, amb el Gran Ducat de Luxemburg en unió personal.

El Regne Unit dels Països Baixos és el nom d'un regne compost pels Països Baixos septentrionals, els Països Baixos austríacs i el Principat de Lieja després del Congrés de Viena l'any 1815. Luxemburg s'hi afegí com a unió personal, però era formalment una entitat diferent. L'objectiu del Congrés de Viena era aïllar França, mitjançant la creació o el reforç dels estats veïns del nord i de l'est (el Regne de Sardenya-Piemont, que rep Ligúria, l'antiga República de Gènova).
La Revolució de Juliol, que va esclatar a París el 27 de juliol de 1830, contra el rei Carles X de França, va portar el rei ciutadà Lluís Felip al poder en només tres dies en un regne constitucional de nova construcció, i aquesta revolució d'inspiració liberal va augmentar l'estat d'ànim rebel a Bèlgica.

## Guillem I
Guillem I dels Països Baixos, com tots els líders europeus després de 1815, tenia un estil de govern autoritari. Va estimular l'economia amb l'establiment del Generale Maatschappij, bressol de la revolució industrial al sud dels Països Baixos però alhora tenia una política conservadora amb poca representació dels holandesos del sud a l'administració i el lideratge de l'exèrcit, tot i que constituïen la part més gran de la població i de l'exèrcit. Els catòlics –la majoria de la població– reclamaven la llibertat d'educació i religió d'una banda, mentre que els nous liberals de l'altra s'oposaven a l'estil repressiu de govern de Guillem, comportant la creació de l'unionisme liderat per joves intel·lectuals per als que la secessió es va convertir en una alternativa seriosa. El 1829 es va intensificar l'oposició dels diputats del sud dels Països Baixos als Estats Generals. La part francòfona de la burgesia, en particular, va expressar el seu descontentament amb els "banquets patriòtics" i les "peticions" a l'Haia. L'enjudiciament penal de l'oposició va fer que 'màrtirs' com Louis de Potter guanyessin fama nacional i assoleixin l'heroisme en alguns cercles.
El Taalbesluit, Decret de la Llengua de 1823 va introduir gradualment el neerlandès com a llengua oficial a les províncies de Flandes Occidental, Flandes Oriental, Anvers i Limburg, va provocar certa resistència al sud, on Valònia, els dirigents eclesiàstics, la noblesa i la burgesia a Flandes parlava francès.
La Flandes catòlica, i sobretot el clergat miraven el rei protestant amb gran recel. El Departement van Eredienst (Departament de Culte), fundat el 1808, va ser dividit el 1814 en el Departament de Culte Reformat i el Departament de Culte Catòlic Romà. L'Església catòlica s'havia d'organitzar per igual a tot el país. La reforma gal·lica iniciada per Napoleó Bonaparte al Sud havia de servir d'exemple al nord, on no hi havia encara bisbe. Després de difícils negociacions amb el Papa, el Concordat de 1827 va decidir estendre el Concordat del 1801 a les províncies del nord però Guillem va continuar aferrant-se a la idea d'una Església catòlica nacional. La seva negativa a permetre la fundació de nous monestirs i la seva influència en el nomenament dels bisbes van enfadar els catòlics del Sud, i va sorgir un liberalisme catòlic oposat a la intervenció del govern en els afers de l'església. Les concessions posteriors no van poder eliminar la desconfiança del rei calvinista.

## La revolució

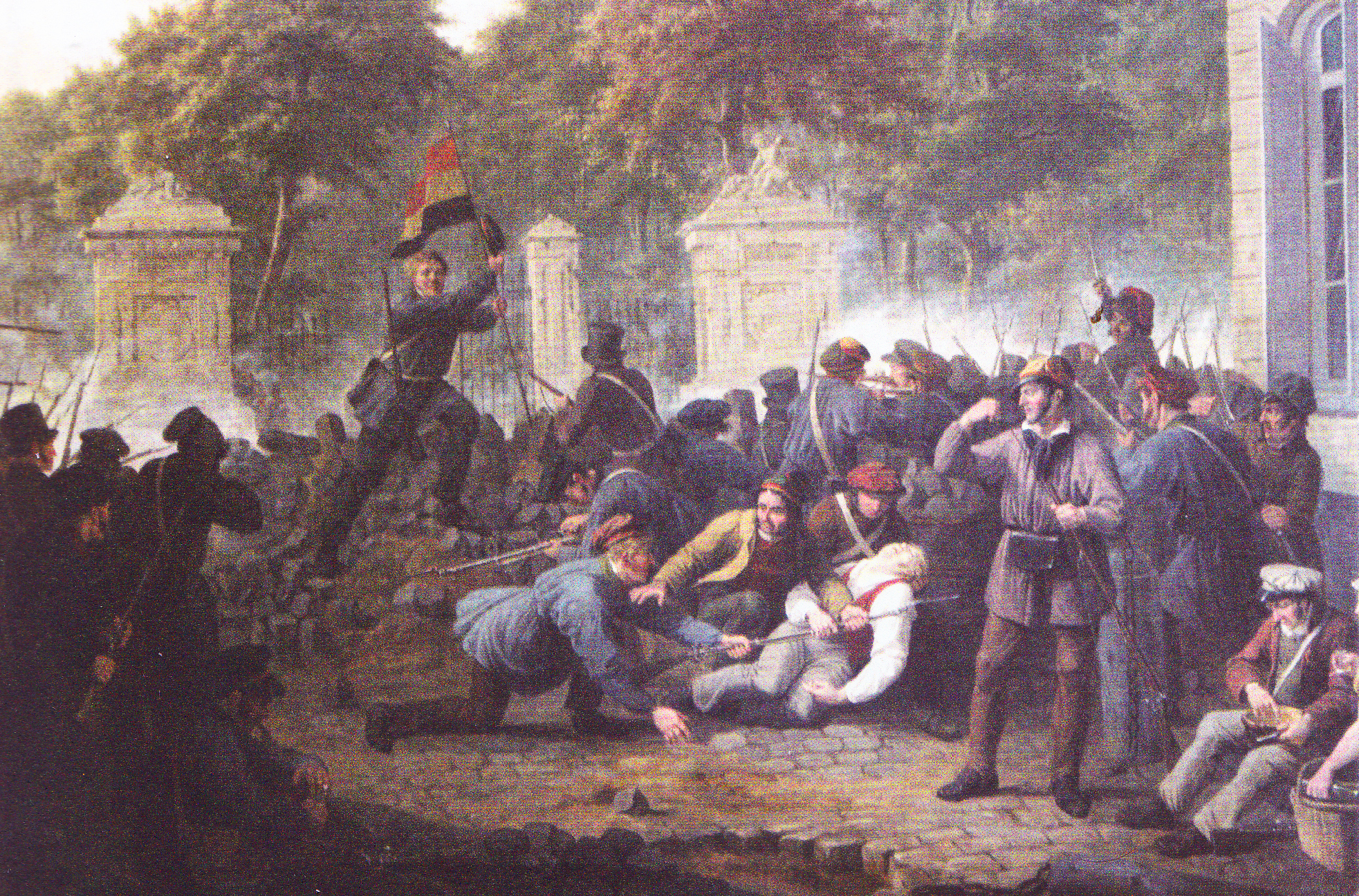
Episodi de la revolució de 1830, de Constantin Fidèle Coene

El 25 d'agost de 1830, Charles Rogier va aplegar els revolucionaris de Lieja, van esclatar aldarulls a Brussel·les i es van saquejar botigues. Els espectadors de l'Òpera Reial de Valònia que acabaven de veure l’òpera nacionalista La Muette de Portici es van unir a la multitud. La guarnició de Brussel·les no va poder contenir els aldarulls i les revoltes van succeir en altres llocs del país,
El comportament vacil·lant i maldestre de Guillem I i els seus fills va provocar una fractura definitiva el setembre de 1830, i les fàbriques van ser ocupades i la maquinària destruïda. Tot i que ja havia reintroduït la llibertat lingüística il·limitada el juny de 1830 i havia abolit el Col·legi filosòfic per a sacerdots, no va permetre ni la llibertat de premsa ni una reforma de l'estat. Va enviar el seu fill, el príncep hereu Guillem, a Brussel·les, on va entrar el 23 de setembre amb 10.000 soldats van entrar a Brussel·les, però la lluita al carrer contra els revoltats defensats per barricades i foc des de finestres i terrats va resultar difícil. Les tropes es van retirar el 26 de setembre. El príncep Frederic, que era el comandant en cap de l'exèrcit reial, estava preparat a Vilvoorde i als voltants amb un exèrcit de 6.000 homes.
Amb el consentiment del govern francès, que volia promoure una possible annexió de Bèlgica a França es va fundar la Légion belge parisienne, que va ser finançada amb el suport privat del comte Frédéric de Merode entre d'altres, i que va subministrar dos batallons de 400 voluntaris cadascun, o la Légion belge anglaise
Els disturbis van continuar i el lideratge va ser assumit pels radicals, que van començar a parlar de secessió. No va ser fins al 29 de setembre que els Estats Generals van decidir independitzar-se, però aleshores els insurgents ja havien abandonat aquesta demanda. A Holanda, els disturbis del Sud van crear una nova simpatia pel rei i hi va haver un gran suport per a una acció ferma contra el 'mut Belgenrot'. Això va accentuar el contrast entre nord i sud, donant a la revolta un caràcter nacionalista.
Els reclutes de les províncies del sud de les unitats holandeses van desertar en massa de l'exèrcit es va retirar. Els Estats Generals de Brussel·les van votar a favor de la secessió i van declarar la independència. El novembre les posicions militars estaven consolidar i es va intentar arribar a una treva. El govern incipient aviat va proclamar les llibertats del poble belga, incloent la llibertat d'educació, associació, premsa i religió. El 3 de novembre ja es van celebrar eleccions per a un Congrés Nacional arreu del Sud. A diferència d'abans, aquestes eleccions van ser directes. El 10 de novembre, el Congrés es va reunir per primera vegada i va confirmar la declaració d'independència "excloent les relacions de Luxemburg amb la Confederació Alemanya". El 22 de novembre, el Congrés va triar la monarquia com a forma de govern i va debatre si havia de ser o no membre de la Casa d'Orange, però després del bombardeig d'Anvers des de la ciutadella per part del general holandès Chassé, que va ser conseqüència d'una violació de l'alto el foc per part dels revolucionaris, els delegats van decidir excloure la Casa d'Orange del tron.

## Conseqüències

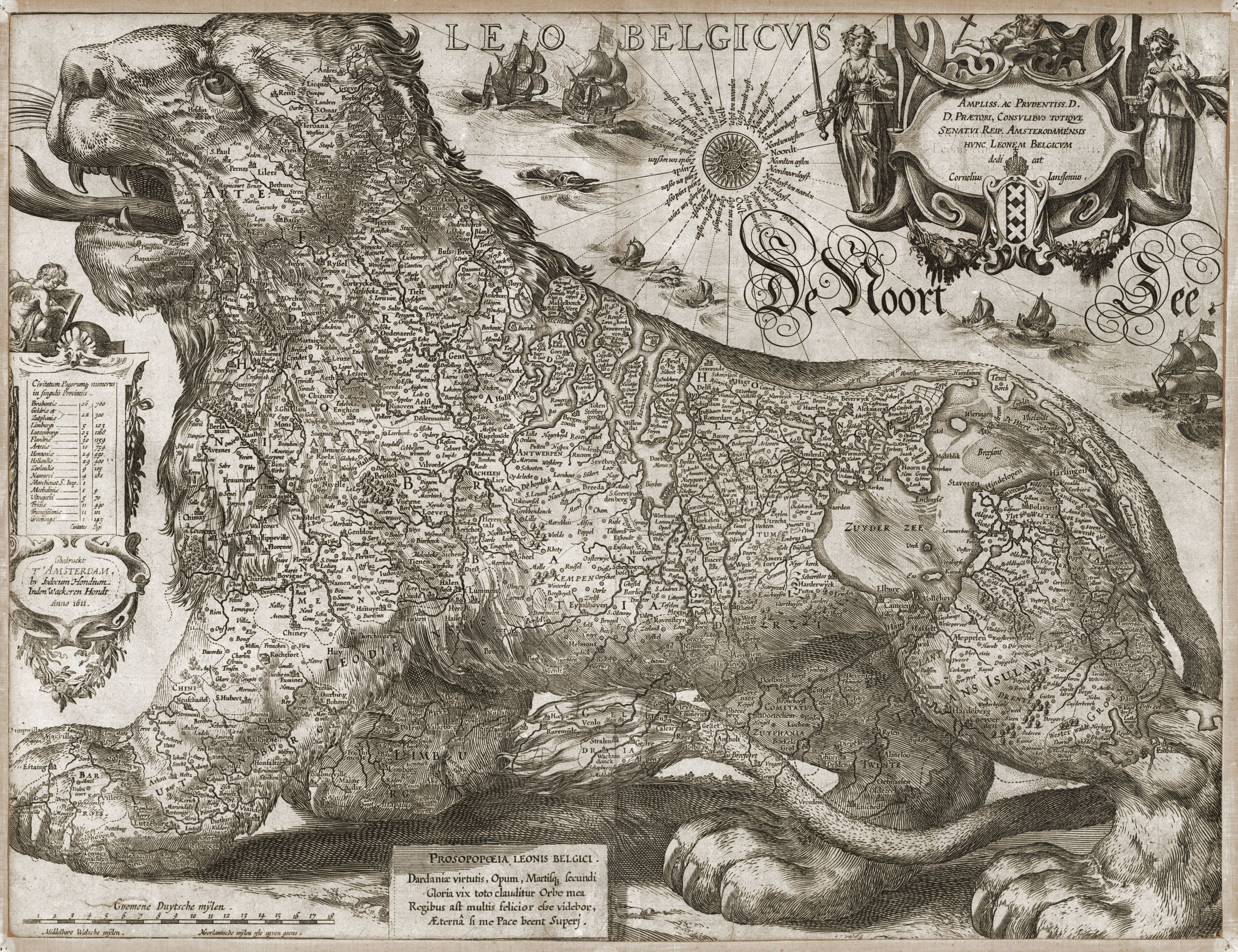
Jodocus Hondius: Leo Belgicus (1611). Al Renaixement era un símbol de Bèlgica i del conjunt dels Països Baixos. Al segle XIX el seu ús com a símbol de la regió del sud es va intensificar (mapa orientat a l'oest, el nord és a la dreta)

La Revolució belga va conduir a la independència de Bèlgica. Un govern provisional es va instituir el 4 d'octubre del mateix any. Després de la instal·lació de Leopold I com a "rei dels belgues" el 1831, el rei Guillem va fer un intent tardà per reconquistar Bèlgica i restaurar la seva posició mitjançant una campanya militar. La Campanya de deu dies contra un pràcticament inexistent exèrcit belga va fracassar a causa de la intervenció militar francesa, que va provocar la retirada neerlandesa i vuit anys de statu quo,

## Conferència de Londres
El rei Guillem, amb el seu exèrcit destacat a l'imperi holandès, i lluitant a la guerra de Java es va abstenir de futures accions militars i va apel·lar a la negociació i les grans potències, tanmateix, la situació internacional no ho va permetre, per la qual cosa Gran Bretanya, Prússia, Àustria i Rússia van decidir a l'octubre assistir a la Conferència de Londres, on també va ser convidada l'antiga França enemiga. L'objectiu principal era evitar que aquest conflicte es convertís en una nova guerra europea i van ordenar el novembre de 1830 un armistici entre els holandesos i els belgues. El 20 de desembre també van declarar Bèlgica independent però el primer esborrany d'un tractat de separació de Bèlgica i els Països Baixos va ser rebutjat pels belgues.
França volia repartir la zona rebel entre els països veïns mentre que les altres grans potències volien mantenir la pau i deixar que el règim belga fes el seu curs. El març de 1831 va ser capaç de frustrar un intent orangista de restaurar l'autoritat i Rússia va haver de fer front a un altre aixecament a Polònia i no va poder oferir suport al rei holandès i el nou règim va ser acceptat progressivament per les grans potències. El Congrés va nomenar el seu president, el baró Surlet de Chokier com a regent el 25 de febrer de 1831 fins al 21 de juliol de 1831.
Un segon esborrany de tractat de separació va ser rebutjat per Guillem el juny de 1831, que va reprendre les hostilitats. A Leopold de Saxònia-Coburg-Saalfeld, que vivia a Anglaterra i que abans havia declinat l'oferta de convertir-se en rei de Grècia, se li va oferir la reialesa sobre el regne incipient, que va acceptar el 21 de juliol i es va convertir en el primer rei dels belgues durant la cerimònia de jurament a la Place Royale de Brussel·les. La intervenció franco-britànica va obligar a Guillem a retirar les forces holandeses de Bèlgica a finals de 1831, i el 1833 es va concloure un armistici de durada indefinida. Bèlgica era efectivament independent, però els intents de Guillem de recuperar Luxemburg i Limburg van provocar una nova tensió.
La Conferència de Londres de 1838–1839 va preparar el tractat final de separació en 1839, també conegut amb el nom de Tractat dels XXIV articles. Va dividir Luxemburg i Limburg entre les corones holandesa i belga. El Regne dels Països Baixos a partir d'aleshores estava format per les 11 províncies del nord. El Regne Unit dels Països Baixos, França, el Regne Unit, Àustria i Prússia reconeixen la independència de Bèlgica. És també la fi de dret del Regne Unit dels Països Baixos, que esdevé Regne dels Països Baixos. La Conferència va decidir que Bèlgica seria perpètuament neutral i que es restablirien les fronteres anteriors a 1790. El Congrés estava fermament en contra d'això, ja que tornaria a Limburg i Luxemburg sota Guillem I, mentre que aquestes zones s'havien unit en gran part a la secessió.

## Repressió
Després de la revolució les ciutats industrials tenien grans partits orangistes, que entre 1831 i 1834 van ser atacats, rebent atenció a la premsa internacional. El 1834, el fiscal general Joseph Lebeau fins i tot va prohibir l'expressió pública de l'orangisme. L'estat incipient semblava un lloc d'anarquia, i la manca d'aplicació de la llei per contenir aquestes marxes de protesta també va ser denunciada a nivell nacional. Després d'això, els orangistes van passar a la clandestinitat per renunciar a la resistència després del 1839.